# Guayabal de Síquima
Guayabal de Síquima ist eine Gemeinde (municipio) im kolumbianischen Departamento Cundinamarca.

## Geografie
Guayabal de Síquima liegt im Nordwesten von Cundinamarca in der Provinz Magdalena Centro auf einer Höhe von ungefähr 1630 Metern 60 km von Bogotá entfernt. Guayabal de Síquima liegt an der Westseite der Ostkordillere der kolumbianischen Anden. Die Gemeinde grenzt im Nordosten an Villeta und Albán, im Westen an Bituima, im Süden an Anolaima und im Osten an Albán.

## Bevölkerung
Die Gemeinde Guayabal de Síquima hat 3668 Einwohner, von denen 878 im städtischen Teil (cabecera municipal) der Gemeinde leben (Stand: 2019).

## Geschichte
Guayabal de Síquima wurde 1721 durch die Benennung eines zuständigen Pfarrers für das Gebiet gegründet. 1739 wurde Guayabal in vier Ortsteile (veredas) aufgeteilt: Chiniata, El Trigo, Resguardo und Manoa. Der heutige Ortskern wurde 1845 gegründet.

## Wirtschaft
Der wichtigste Wirtschaftszweig von Guayabal de Síquima ist die Landwirtschaft. Insbesondere werden Kaffee, Zuckerrohr für Panela und Mais angebaut.